# Caidian
Caidian léase Dsái-Dián (en chino:蔡甸区, pinyin:Càidiàn qū) es un  distrito urbano bajo la administración directa de la ciudad-prefectura de Wuhan. Se ubica al este de la provincia de Hubei, sur de la República Popular China. Su área es de 1100 km² y su población total para 2016 fue de +700 mil habitantes.

## Administración
El distrito de Caidian se divide en 9 pueblos que se administran en 8 subdistritos y 1 villa.